# Saint-Aubin-d’Arquenay
Saint-Aubin-d’Arquenay ist eine französische Gemeinde mit 1.119 Einwohnern (Stand: 1. Januar 2022) im Kanton Ouistreham des Départements Calvados in der Region Normandie. Périers-sur-le-Dan gehört zum Arrondissement Caen; seine Einwohner werden Saint-Aubinais genannt.

## Geographie
Saint-Aubin-d’Arquenay liegt nahe der Küste zum Ärmelkanal. Umgeben wird Saint-Aubin-d’Arquenay von den Nachbargemeinden Ouistreham im Norden und Osten, Bénouville im Süden und Südosten sowie Colleville-Montgomery im Westen und Nordwesten.

## Bevölkerungsentwicklung
| 1962                      | 1968 | 1975 | 1982 | 1990 | 1999 | 2006 | 2012 |
| ------------------------- | ---- | ---- | ---- | ---- | ---- | ---- | ---- |
| 264                       | 326  | 403  | 504  | 567  | 633  | 777  | 782  |
| Quelle: Cassini und INSEE |      |      |      |      |      |      |      |

## Sehenswürdigkeiten

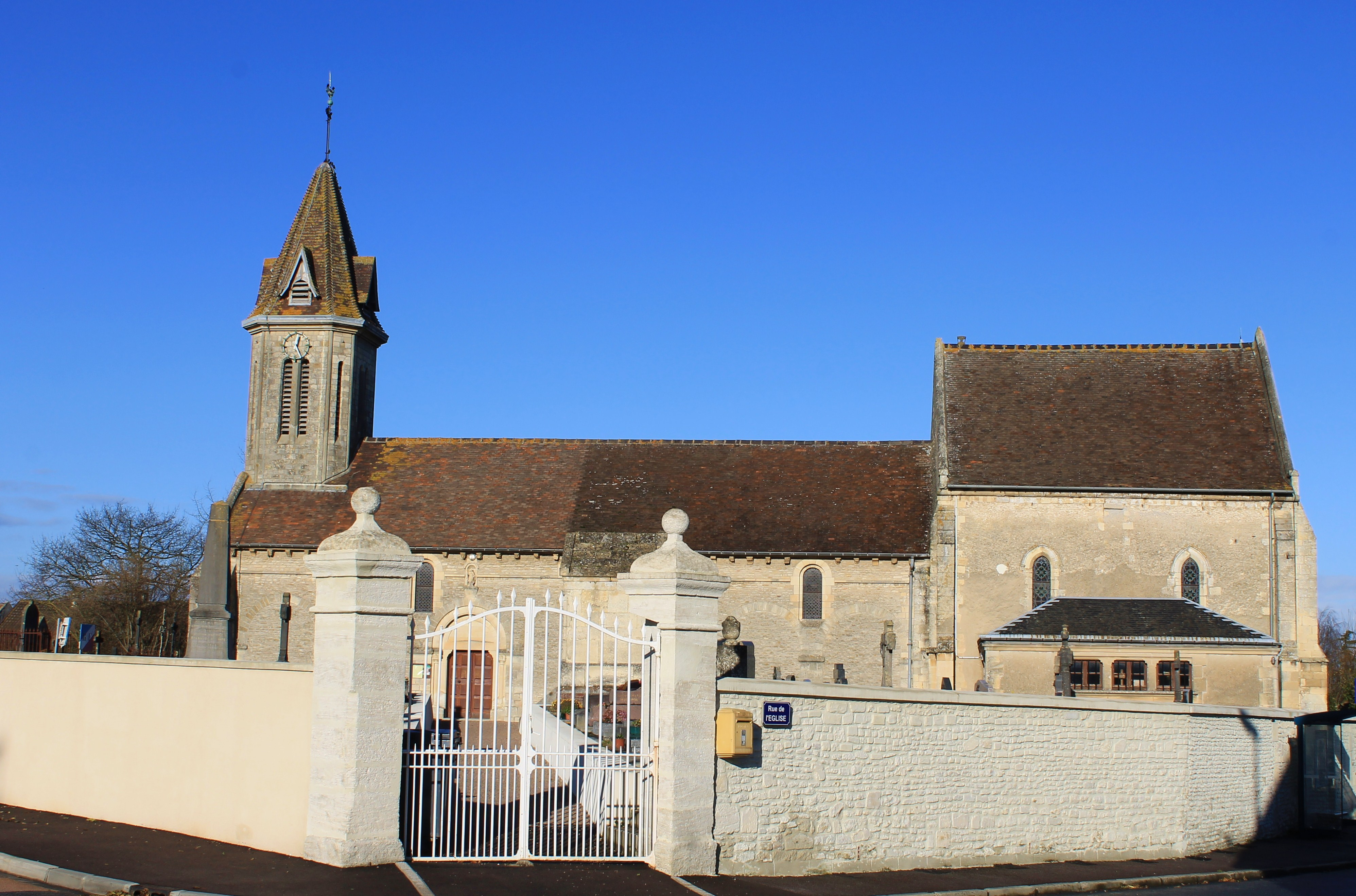
Kirche Saint-Aubin

- Kirche Saint-Ouenteilweise aus dem 11. Jahrhundert

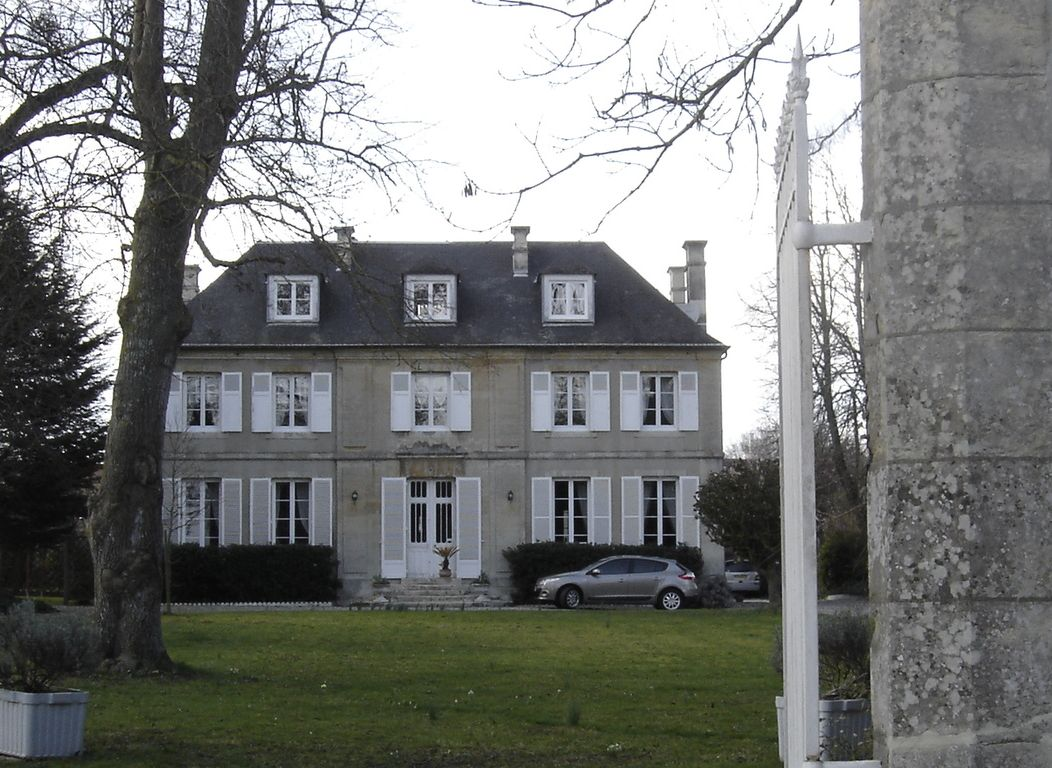
Schloss Lorzat

- Wald von Le Caprice
- Schloss Lorzat